# Wydział Teologiczny Chrześcijańskiej Akademii Teologicznej w Warszawie
Wydział Teologiczny ChAT – jeden z dwóch wydziałów Chrześcijańskiej Akademii Teologicznej w Warszawie będący podstawową jednostką organizacyjną w rozumieniu poprzednio obowiązującej ustawy z dnia 27 lipca 2005 Prawo o szkolnictwie wyższym. Ma siedzibę we własnym gmachu przy ul. Władysława Broniewskiego 48 w Warszawie. W latach 1968–2018 mieścił się w Centrum Luterańskim przy ul. Miodowej 21.

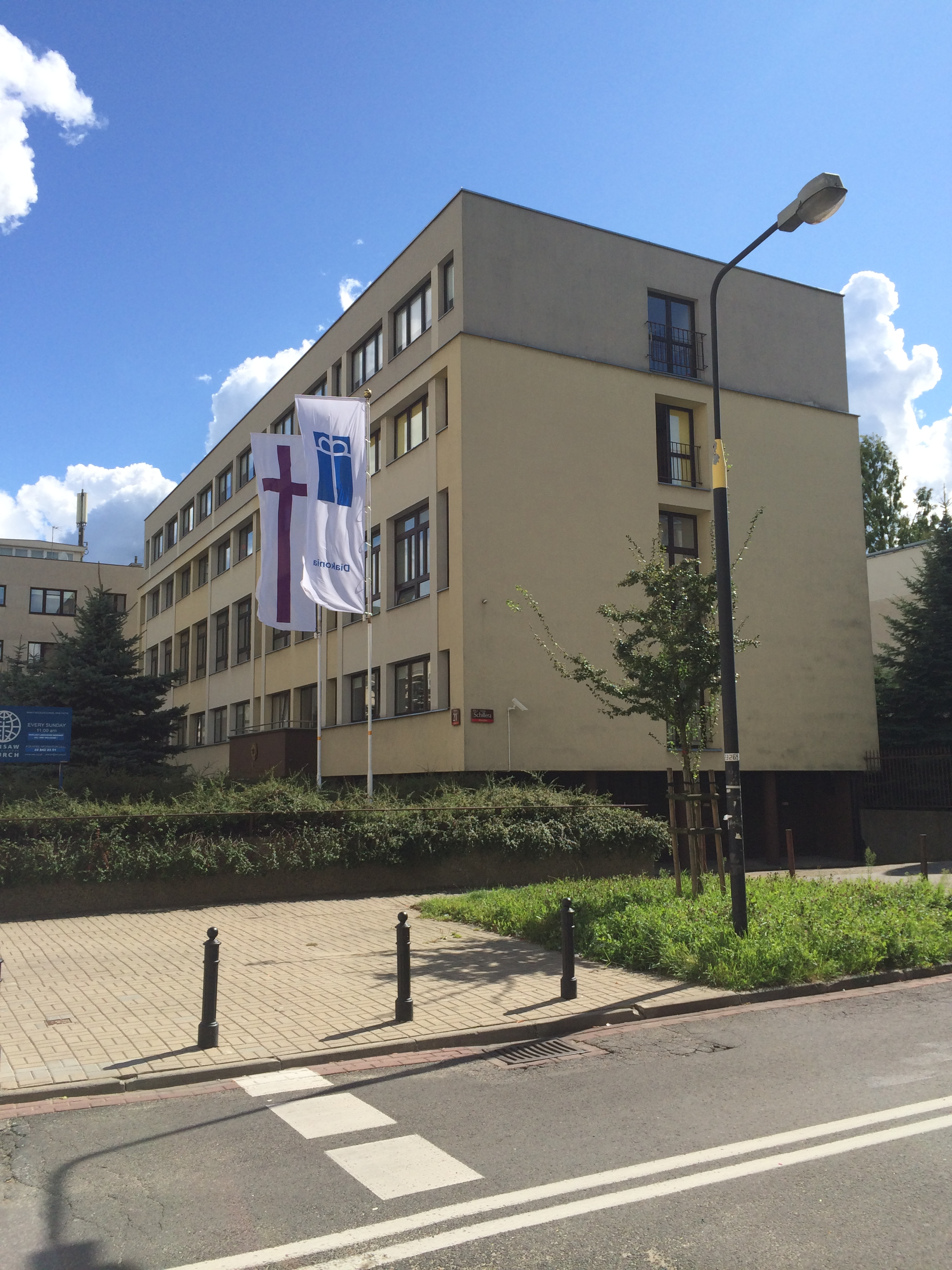
Dawna siedziba Wydziału Teologicznego ChAT w Centrum Luterańskim przy ul. Miodowej w Warszawie

## Historia
Jest najstarszą jednostką organizacyjną ChAT, istnieje od 1954. Jest kontynuatorem powstałego w 1920 Wydziału Teologii Ewangelickiej Uniwersytetu Warszawskiego oraz utworzonego w okresie międzywojennym Studium Teologii Prawosławnej UW. Początkowo posiadał dwie sekcje teologiczne: Sekcję Ewangelicką i Sekcję Starokatolicką. W 1957 powołano do życia Sekcję Prawosławną. Odtąd Wydział posiada:
- Sekcję Teologii Ewangelickiej
- Sekcję Teologii Prawosławnej
- Sekcję Teologii Starokatolickiej

W 2012 został z niego wyodrębniony Wydział Pedagogiczny, który stał się drugą podstawową jednostką organizacyjną uczelni (w 2019 przemianowany na Wydział Nauk Społecznych).
16 listopada 2016 z okazji 200-lecia obecności teologii jako dyscypliny akademickiej na forum uniwersyteckim w Warszawie (w związku z obchodami 200-lecia Uniwersytetu Warszawskiego) odbyło się wspólne posiedzenie Rady Wydziału Teologicznego Uniwersytetu Kardynała Stefana Wyszyńskiego w Warszawie i Rady Wydziału Teologicznego ChAT. Podczas tego posiedzenia podjęto wspólną uchwałę zawierającą deklarację na temat związków obu Wydziałów i woli współpracy w przyszłości. Posiedzeniu towarzyszyła zorganizowana przez Wydziały Teologiczne UKSW i ChAT 2-dniowa konferencja naukowa pt. 200 lat teologii uniwersyteckiej w Warszawie.

## Studia
W Wydziale prowadzone są obecnie następujące studia:
- Studia I stopnia (licencjackie) na kierunku teologia w specjalnościach: Teologia ewangelicka, Teologia prawosławna, Teologia starokatolicka
- Studia II stopnia (magisterskie) na kierunku teologia w specjalnościach: Teologia ewangelicka, Teologia prawosławna, Teologia starokatolicka
- Studia III stopnia (doktoranckie): studia doktoranckie w zakresie nauk teologicznych – teologii ewangelickiej, prawosławnej i starokatolickiej
- Studia podyplomowe: Integracja społeczna i prawa człowieka w kontekście wieloreligijności (3-semestralne)

## Uprawnienia akademickie
Wydział posiada prawo do nadawania stopni naukowych doktora i doktora habilitowanego nauk teologicznych.

## Poczet dziekanów
W ostatnich latach dziekanami Wydziału byli:
- 1996–2002: prof. dr hab. Karol Karski
- 2002–2008: prof. zw. dr hab. Janusz Tadeusz Maciuszko
- 2008–2012: dr hab. Tadeusz Jacek Zieliński, prof. ChAT
- 2012–2016: dr hab. Włodzimierz Wołosiuk, prof. ChAT
- od 1 września 2016: dr hab. Jerzy Ostapczuk, prof. ChAT

## Władze

### Władze dziekańskie Wydziału w kadencji 2024–2028
- dr hab. Jerzy Ostapczuk, prof. ChAT – dziekan Wydziału
- dr hab. Jerzy Sojka, prof. ChAT – prodziekan Wydziału[8]

### Członkowie Rady Wydziału
- dr hab. Jerzy Ostapczuk, prof. ChAT – przewodniczący
- dr hab. Jerzy Sojka, prof. ChAT – wiceprzewodniczący
- ks. metr. prof. zw. dr hab. Sawa Michał Hrycuniak
- ks. abp prof. zw. dr hab. Jerzy (Pańkowski)
- prof. zw. dr hab. Tadeusz Jacek Zieliński
- prof. dr hab. Włodzimierz Wołosiuk
- ks. bp dr hab. Marcin Hintz, prof. ChAT
- dr hab. Andrzej Piotr Kluczyński, prof. ChAT
- dr hab. Rafał Leszczyński, prof. ChAT
- ks. dr hab. Mirosław Michalski, prof. ChAT
- ks. dr hab. Bogusław Milerski, prof. ChAT
- dr hab. Jerzy Ostapczuk, prof. ChAT
- dr hab. Borys Przedpełski, prof. ChAT
- dr hab. Jakub Slawik, prof. ChAT
- ks. dr hab. Marek Jerzy Uglorz, prof. ChAT
- dr hab. Kalina Wojciechowska, prof. ChAT
- bp dr Andrzej Gontarek, prof. ChAT
- bp dr Adrian Korczago, prof. ChAT
- ks. dr Jerzy Tofiluk, prof. ChAT
- dr Zbigniew Paszta
- Kacper Bączkowski[9]:

## Wewnątrzwydziałowe jednostki organizacyjne

### Sekcja Teologii Ewangelickiej
Kierownik: bp prof. ChAT dr hab. Marcin Hintz
- Katedra Wiedzy Nowotestamentowej i Języka Greckiego, kierownik: ks. prof. ChAT dr hab. Marek Uglorz
- Katedra Wiedzy Starotestamentowej i Języka Hebrajskiego, kierownik: prof. ChAT dr hab. Jakub Slawik
- Katedra Teologii Historycznej, kierownik: prof. ChAT dr hab. Jerzy Sojka
- Katedra Teologii Systematycznej, kierownik: bp prof. ChAT dr hab. Marcin Hintz
- Katedra Ewangelickiej Teologii Praktycznej, p.o. kierownika: bp dr Adrian Korczago
- Pracownia Badań nad Pentekostalizmem[10]

### Sekcja Teologii Prawosławnej
Kierownik: abp prof. zw. dr hab. Jerzy Mariusz Pańkowski
- Katedra Pisma Świętego Nowego Testamentu, kierownik: dr hab. Jerzy Ostapczuk
- Katedra Pisma Świętego Starego Testamentu, kierownik: dr hab. Jerzy Ostapczuk
- Katedra Prawosławnej Teologii Praktycznej, kierownik: abp prof. zw. dr hab. Jerzy Mariusz Pańkowski
- Katedra Historii Kościoła Powszechnego i Autokefalicznych Kościołów Prawosławnych, kierownik: ks. dr Doroteusz Sawicki
- Katedra Prawosławnej Teologii Dogmatycznej i Moralnej, kierownik: metropolita prof. zw. dr hab. Sawa Michał Hrycuniak
- Katedra Patrologii, kierownik: ks. prof. ChAT dr Jerzy Tofiluk[11]

### Sekcja Teologii Starokatolickiej
Kierownik: bp dr Andrzej Gontarek, prof. ChAT
- Katedra Biblistyki, p.o kierownika: dr hab. Borys Przedpełski, prof. ChAT
- Katedra Starokatolickiej Teologii Dogmatycznej i Moralnej
- Katedra Historii Kościoła, p.o kierownika: dr hab. Borys Przedpełski, prof. ChAT
- Katedra Starokatolickiej Teologii Praktycznej, p.o. kierownika: dr hab. Borys Przedpełski[12]

### Katedry międzysekcyjne
- Katedra Nauk o Religii i Ekumenizmu, kierownik: dr hab. Marek Uglorz prof. ChAT[13]
- Katedra Prawa Wyznaniowego i Kanonicznego, kierownik: prof. dr hab. Tadeusz J. Zieliński[14]

## Habilitacje
- 2019: Mirosław Białous: Antropologiczny wymiar eklezjalnej misyjności na przykładzie doświadczeń kerygmatycznych Prawosławnej Cerkwi Rosyjskiej w periodzie XVII-XIX wieku[15]
- 2019: Jakub (Kostiuczuk): Społeczne nauczanie Kościoła Prawosławnego[16]
- 2018: Jerzy Sojka: Widzialne Słowo. Sakramenty w luterańskiej „Księdze zgody”[17]
- 2018: Wilhelm Schwendemann: Reformation und Humanismus. Phillipp Melanchthon und Johannes Calvin[18]
- 2018: Urszula Pawluczuk: Osiemnastowieczne Wilno. Miasto wielu religii i narodów[19]
- 2017: Andrzej Borkowski: Między Konstantynopolem a Moskwą. Źródła greckie do autokefalii Kościoła prawosławnego w Rzeczypospolitej (1919–1927)[20]
- 2015: Jarosław Kadylak: Drogi duchowego doskonalenia w chrześcijaństwie wschodnim. T. I. „Katharsis”. T. II. „Fotismos”. T. III. „Henosis”
- 2015: Piotr Lorek: Motyw wygnania a doktryna piekła w Nowym Testamencie
- 2015: Marek Ławreszuk: Modlitwa wspólnoty. Historyczny rozwój prawosławnej tradycji liturgicznej
- 2015: Elżbieta Kucharska-Dreiss: Bóg głoszony w kazaniach – z językoznawczego punktu widzenia
- 2014: Borys Przedpełski: Odśrodkowe tendencje reformistyczne Kościoła Rzymskokatolickiego krajów języka niemieckiego w XVIII i XIX stuleciu
- 2014: Dymitr Romanowski, Antoni Chrapowicki. Filozofia, teologia, kultura
- 2014: Irena Matus, Schyłek unii i proces restytucji prawosławia w obwodzie białostockim w lata 30 XIX wieku
- 2014: Jacek Aleksander Prokopski: Hegel–Kierkegaard. Filozoficzno-teologiczna kontrowersja. Krytyczny komentarz do głównych dzieł
- 2014: Jerzy Ostapczuk, Sobotnie i niedzielne perykopy liturgiczne z Ewangelii Mateusza w cerkiewnosłowiańskich lekcjonarzach krótkich
- 2013: Andrzej Piotr Kluczyński, „Książę Pokoju” (Iz 9,5). Obraz monarchii izraelskiej w księgach prorockich Starego Testamentu
- 2011: Bazyli Doroszkiewicz, Monastycyzm bizantyjski od IX do połowy XV wieku
- 2011: Alfred Tschirschnitz, Kult Baala i Aszery w tekstach Starego Testamentu. Studium historyczno-teologiczne
- 2011: Jakub Slawik, Hiob przed Bogiem. Studium egzegetyczne prologu i epilogu Księgi Hioba mów Hioba
- 2010: Marek Jerzy Uglorz, Jezus Chrystus wczoraj i dziś. Ten sam i na wieki. Chrystologiczne wyznanie Listu do Hebrajczyków
- 2008: Rafał Marcin Leszczyński, Starożytna koncepcja Logosu i jej wpływ na myśl wczesnego chrześcijaństwa
- 2008: Jerzy Mariusz Pańkowski, W poszukiwaniu zbawienia – bogactwo i piękno życia duchowego w ascetyczno-teologicznej myśli św. Iganacego Branczaninowa
- 2008: Kalina Wojciechowska, Opowiadam wam jak Piotr. Elementy stylu i stylizacji w Ewangelii Marka
- 2008: Marcin Hintz, Etyka ewangelicka i jej wymiar eklezjalny. Studium historyczno-systematyczne
- 2008: Włodzimierz Wołosiuk, Wschodniosłowiańscy kompozytorzy muzyki cerkiewnej od XVII do pierwszej połowy XX wieku i obecność ich utworów w nabożeństwach PAKP
- 2004: Mirosław Patalon, Teologia a pedagogika. Teologia mediacji H. Richarda Niebuhra jako źródło inspiracji pedagogicznych
- 2003: Tadeusz Jacek Zieliński, Iustificatio impii. Usprawiedliwienie „sola fide” jako główny artykuł wiary protestancko-konserwatywnego nurtu Kościoła Anglii
- 1999: Bogusław Milerski, Religia a szkoła. Status edukacji religijnej w szkole w ujęciu ewangelickim
- 1998: Władysław Pabiasz, Małżeństwo i etyka seksualna w teologicznej refleksji Marcina Lutra
- 1997: Christoph Führer, Aspekte eines Christentums der Zukunft Zur Theologie und Spiritualiät Friedrich Rittelmeyers
- 1997: Bogusław Widła, Antropologia egzystencjalna Apokalipsy Janowej
- 1992: Charyton Popow [brak danych]
- 1989: Dymitr Kirow, Dobro i zło w bułgarskiej literaturze cerkiewnej IX–XX w.[21]
- 1988: Manfred Uglorz, Obecność Boga w chrystologicznej refleksji ewangelisty Jana
- 1987: Janusz Tadeusz Maciuszko, Ewangelicka postyllografia polska XVI–XVIII wieku
- 1987: Rościsław Kozłowski, Rosyjska eklezjologia prawosławna w XIX–XX wieku
- 1986: Marian Bendza, Tendencje unijne względem Cerkwi prawosławnej w Rzeczypospolitej w latach 1674–1686
- 1985: Wiktor Wysoczański [brak danych]
- 1981: Jan Anchimiuk, „Aniołów sądzić będziemy”. Elementy antropologii i angelologii w pierwszym liście św. Apostoła Pawła do Koryntian
- 1980: Zachariasz Łyko, Sytuacja prawna Kościoła Adwentystycznego w Polsce 1918–1939
- 1978: Michał Hrycuniak (brak danych)
- 1975: Jerzy Gryniakow, Ustalenie stanu prawnego dla Kościoła Ewangelicko-Augsburskiego
- 1967: Szczepan Włodarski [brak danych]
- 1964: Witold Benedyktowicz, Próba irenologii chrześcijańskiej. Doświadczenia praskie[22]

## Czasopisma naukowe
Wydział publikuje założone w 1936 i wznowione w 1959 czasopismo naukowe „Rocznik Teologiczny”. Jest ono wpisane na listę czasopism punktowanych przez Ministerstwo Nauki i Szkolnictwa Wyższego. Zgodnie z autoprezentacją przygotowaną przez jego redakcję „Rocznik Teologiczny” jest recenzowanym, teologicznym i ekumenicznym czasopismem naukowym skupiającym polskie oraz zagraniczne głosy, na łamach którego prezentowane są artykuły i rozprawy, wyniki badań naukowych, wspomnienia i relacje, bibliografie tematyczne i recenzje z teologii i dyscyplin pokrewnych (historia, pedagogika religijna, filozofia, filologia, prawo wyznaniowe, itd.). W „Roczniku Teologicznym” znajduje się także dział Kronika, w którym publikowane są relacje z wydarzeń związanych z działalnością Wydziału Teologicznego ChAT, takich jak inauguracje, uroczystości wręczenia doktoratów Honoris Causa, sprawozdania z konferencji, itp.”
Od 2019 w Wydziale redagowane jest czasopismo „Studia i Dokumenty Ekumeniczne”.

## Samorząd Studentów
Studenci obydwu Wydziałów ChAT są skupieni w Samorządzie Studentów ChAT, który posiada Zarząd w składzie:
- Ada Maria Warowny – przewodnicząca
- Nenad Mijanović – wiceprzewodniczący
- Maja Wydra – sekretarz
- Klaudia Anna Szymańska
- Kamil Czumaj
- Justyna Kamińska
- Damian Heratym
- Yelyzaveta Maksymova[25]

## Lokalizacja
Zajęcia dla studentów Wydziału odbywają się w siedzibie Akademii przy ul. W. Broniewskiego 48 w Warszawie.
Dziekanat Wydziału mieści się w siedzibie Akademii przy ul. W. Broniewskiego 48 w Warszawie.